# Малый Пезас
Малый Пезас — река в России, протекает по Новокузнецкому району Кемеровской области.
Устье реки находится в 31 км по правому берегу реки Нижняя Терсь. Длина реки составляет 20 км.С 1859 по 1970 годы в районе устья находился прииск Пезас 

## Данные водного реестра
По данным государственного водного реестра России относится к Верхнеобскому бассейновому округу, водохозяйственный участок реки — Томь от города Новокузнецк до города Кемерово, речной подбассейн реки — Томь. Речной бассейн реки — (Верхняя) Обь до впадения Иртыша.